# Relaxnews
Relaxnews es una agencia de noticias francesa dedicada a la información sobre actividades de ocio.

## Historia
Relaxnews fue fundada en París en 1998 por Pierre Doncieux, antiguo editor jefe y editor asociado a Vogue “para” hombres (Vogue for men), Lui y VSD. 
Jerome Doncieux, antiguo Director Ejecutivo de EURO RSCG France y Director de la “Association of Agency-Advice in Communication”  (AACC) se unió a su hermano en el año 2000.
Miembro de la Federación Francesa de agencias de noticias, Relaxnews es la primera agencia de noticias francesa dedicada a la información sobre actividades de ocio. La compañía se ha especializado en este campo para suplir la gran demanda de información relacionada con el tiempo libre. De hecho, según una encuesta realizada por el Opinión Way Institute en mayo del 2006, un 79% de la población francesa se encuentra interesada en esta clase de información.

Por otro lado, en el 2004 la compañía recibió la Riam Label, distinción que recompensa la proyectos innovadores en el campo audiovisual y de las comunicaciones. El proyecto “Relaxmultimedia" de Relaxnews ha sido realizado con la contribución de la agencia de noticias Agence France-Presse (AFP) y la Universidad de la Rochelle.

## Productos
- El "filorelax"

Fundado en 2006, el “filorelax” es la primera red de cable que recoge información de ocio. Dicha red cubre cuatro categorías principalmente: bienestar, hogar, entretenimiento y turismo.
- El "relax adhoc"

Tiene en cuenta todo tipo de contenido editorial (conceptos, textos, ilustraciones) así como la producción de páginas personalizadas, artículos, dossieres, suplementos y asuntos especiales. Todos estos contenidos se encuentran a disposición del usuario en forma impresa, página web o teléfono móvil.